# Conquérant (cheval)
Vous lisez un « article de qualité » labellisé en 2021.
Pour les articles homonymes, voir Conquérant.
Conquérant est un étalon fondateur de la race du Trotteur français, né en 1858 dans le Cotentin, en Normandie, chez l'éleveur Pierre Étienne Joseph-Lafosse, puis mort en 1880. Fils de la jument Élisa et de l'étalon Kapirat, descendant par lui du quasi Pur-sang Young Rattler, il réalise une excellente carrière de course en trot monté pour l'écurie Basly. Vendu aux Haras nationaux en 1862 après sa carrière sportive, Conquérant devient un reproducteur recherché, père de 66 trotteurs.
Sa lignée se diffuse essentiellement grâce à son fils Reynolds, pourtant un compétiteur médiocre, père du chef de race Fuschia. À travers Fuschia, la lignée de Conquérant reste très présente chez le Trotteur français.

## Sources
Les sources contemporaines de Conquérant sont principalement compilées par l'hippologue et inspecteur des haras Charles Du Haÿs (1818-1898), notamment dans son ouvrage de 1864, Les trotteurs, origines, performances et produits, qui détaille ses victoires en course. L'historien du cheval Jean-Pierre Reynaldo consacre plusieurs pages à Conquérant dans son ouvrage de référence Le Trotteur français (2007, réédition 2015).

## Histoire
Conquérant naît dans le Cotentin (département de la Manche, Normandie), en 1858,, chez l'éleveur Pierre Étienne Joseph-Lafosse. Son père est l'étalon Kapirat et sa mère la jument Élisa, par Corsaire,. Sa mère est née dans le même élevage,. D'après A. Ollivier, c'est sur les conseils du baron de Taya, alors directeur du Haras national de Saint-Lô, que l'éleveur de Conquérant a fait saillir sa jument Élisa par Kapirat.
La naissance de Conquérant coïncide avec un début de généralisation de l'usage de la lettre de l'année chez les éleveurs de chevaux, 1858 étant l'année où les poulains doivent porter un nom débutant par la lettre « C ». Conquérant est dressé aux courses par A. Basly, et débute sur les pistes en 1861, à l'âge de trois ans, pour le compte de l'écurie Basly,.
Il remporte une prime de 1 000 francs lors d'une course sur 4 kilomètres à Saint-Lô, battant Capucin et Y., en 8 minutes et 57 secondes. Il remporte 1 350 fr. durant la même réunion de courses, en battant Pierson et trois autres chevaux sur 5 kilomètres, parcourus en 10 minutes et 43 secondes.
En 1861 toujours, il remporte 1 200 fr. au Pin, battant Pierson sur 4 kilomètres en 7 minutes et 55 secondes. Battu à Caen en 1861 par Y. et Bon Cœur, il remporte néanmoins des prix sur 4 km et 1 km lors de la même réunion. Reynaldo attribue cette unique défaite à une « fatigue bien légitime ».
Il est vendu aux Haras nationaux par Basly, et rejoint l'effectif des étalons nationaux en 1862. De 1863 à 1880, Conquérant est étalon reproducteur, essentiellement au Haras national du Pin. En 1873, selon la Revue des haras, de l'agriculture et du commerce, il est en tête des étalons trotteurs avec 40 460 francs collectés par ses produits, devant Phœnomenon (29 700 francs).

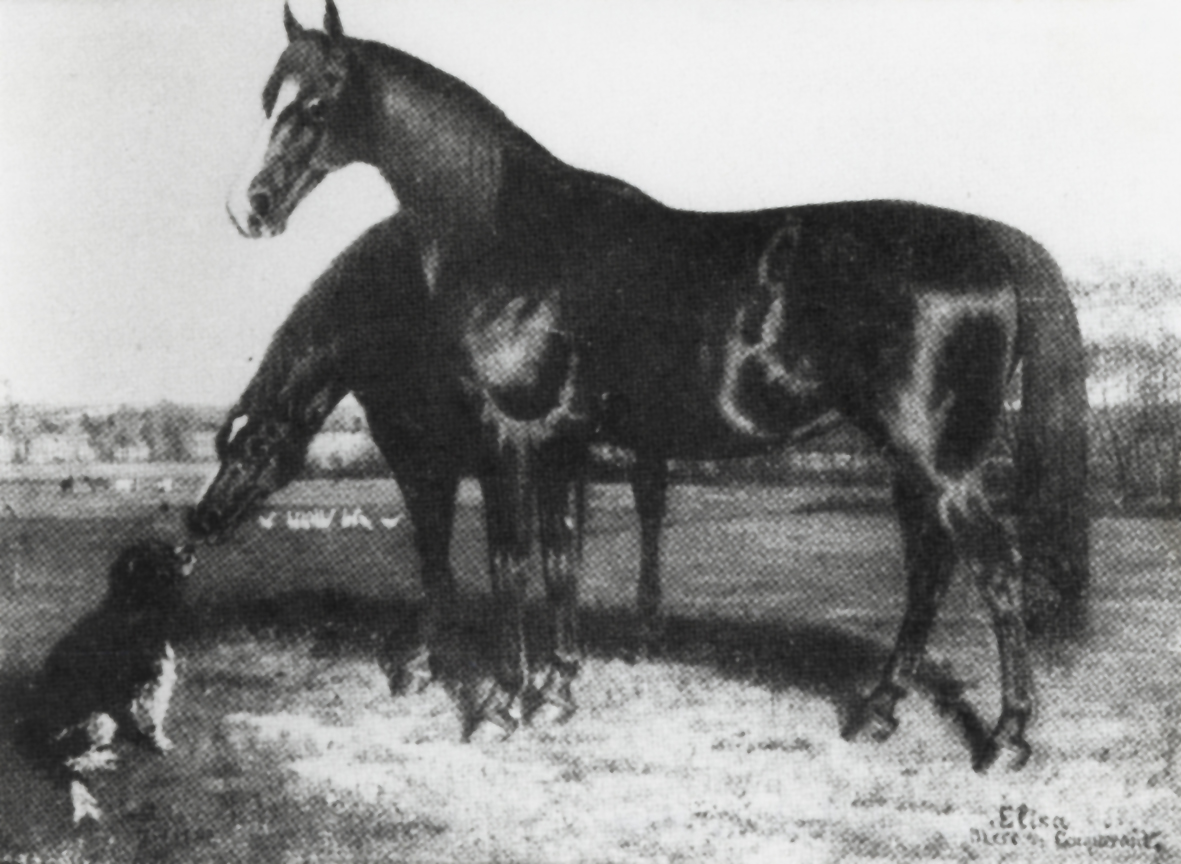
La jument Élisa, mère de Conquérant, d'après une reproduction de peinture de Paul Le More.

En 1869, l'éleveur Joseph-Lafosse vend toute son écurie et ne conserve que la mère de Conquérant, Élisa, qui meurt finalement de vieillesse le 20 novembre 1881. Il laisse à cette occasion une lettre, retrouvée et reproduite par l'archiviste Alain Talon :

« Ma pauvre vieille et bonne jument Élisa, la mère de Conquérant, la source première et féconde de nos trotteurs de Normandie est morte ce matin. En revenant de la Messe, je l’ai retrouvée étendue raide, près de l’entrée du jardin Gouey qu’elle avait brisée en tombant. Je l’avais mise dans cette petite pièce bien abritée pour qu’elle y put passer commodément l’hiver. Je me suis penché sur ma pauvre jument, une longue larme mouillait encore sa paupière, comme si sa dernière larme avait été pour moi. Involontairement j’ai senti mes yeux se mouiller.
Élisa est morte de vieillesse, presque sans souffrance sans doute, elle ne pouvait avoir une meilleure fin ? Je l’ai soignée dans ses derniers ans comme elle l’avait mérité. Je n’ai pas été ingrat envers elle et je l’ai traitée comme une amie. Sa noble carrière est terminée et je ne puis plus rien pour elle que de lui donner un regret »

— Pierre Étienne Joseph-Lafosse, lettre du dimanche 20 novembre 1881
La France chevaline annonce la mort de Conquérant dans son édition datée du 18 septembre 1880.

## Description
D'après Paul Guillerot, Conquérant est un étalon de robe baie, et mesure 1,59 m de haut,. Édouard Nicard décrit Conquérant et son fils Reynolds comme des étalons dont le dos est un peu noyé, une conformation typique des trotteurs de l'époque. Conquérant est de modèle léger et un peu rond, avec des jarrets droits. Nicard estime que Conquérant a 44 % d'origines Pur-sang, tandis que le comte Marie-Aimery de Comminges estime ce pourcentage à 38 %.
Charles Du Haÿs le considère comme « le plus beau des fils de l'étalon Kapirat », doté d'allures magnifiques qu'il transmet à ses poulains. D'après Ollivier, Conquérant est en effet resté célèbre pour la transmission de ses allures.

## Origines
Conquérant provient de croisements entre deux races de chevaux, le Trotteur Norfolk et le Pur-sang, ; l'auteur Édouard Nicard appelle ce type de croisement « N.P.S. » ou « P.S.N. ». Le Trotteur Norfolk se retrouve dans les origines aussi bien paternelles que maternelles. En effet, son père Kapirat et sa mère Élisa sont tous deux issus de croisements entre Trotteur Norfolk et Pur-sang. Ce type de croisement, qui découle de l'introduction du Trotteur Norfolk en France, est fréquent pour obtenir les meilleurs trotteurs de vitesse au XIXe siècle.

### Origines paternelles

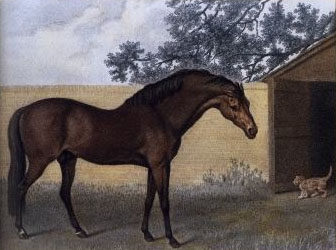
Le Godolphin Arabian, plus lointain ancêtre mâle connu de Conquérant

Conquérant appartient à la lignée mâle de l'étalon fondateur Pur-sang Godolphin Arabian, et descend ainsi des étalons Matchem et Young Rattler,, par Rattler. Young Rattler fut le premier descendant du Godolphin Arabian à se reproduire en France. Impérieux, arrière-grand-père paternel de Conquérant, est décrit par Charles Du Haÿs comme le meilleur fils de Young Rattler. Conquérant a pour grand-père paternel l'étalon Voltaire, un étalon normand de chasse fils d'Impérieux, issu de l'écurie Basly,.
Kapirat, le père de Conquérant, est né en 1844 dans l'Orne, et est décrit comme un excellent étalon, énergique et robuste ; il fait la monte de 1859 à 1870 dans le Cotentin.

### Origines maternelles
Par sa grand-mère maternelle Élise, Conquérant provient de la même souche qu'un autre étalon fondateur du Trotteur français, Phaéton,. Les origines de sa mère, la jument Élisa, née en 1853, sont cependant contestées. Entraînée aux courses au trot par les écuries Basly, Élisa n'effectue qu'une année de course (en 1856),. Elle devient l'une des plus importantes juments fondatrices de la race du Trotteur français,. Elle est en effet la mère de La Crocus, elle-même mère du chef de race Phaéton. Corsair (ou Corsaire), le père d'Élisa, est un étalon alezan né en 1845, haut de 1,59 m, qui fait la monte de 1852 à 1860 au Haras national de Saint-Lô.
Élisa pourrait avoir pour grand-mère maternelle la jument La Panachée, née en 1819 à Médavy dans l'Orne puis acquise par les écuries royales de Charles X en 1825, écuries qui furent dispersées à la suite de la Révolution de 1830,. La Panachée est saillie en Anjou par l'étalon Pur-sang Marcellus, donnant naissance à la jument Élise, mère d'Élisa. Élise est importée, alors âgée d'environ 20 ans, aux écuries de Joseph-Lafosse à Saint-Côme-du-Mont, et y aurait donné naissance à Élisa. La base de données française Infochevaux cite cette jument Élise, fille de Marcellus et de La Panachée, comme étant la mère d'Élisa. Cette origine est notamment attestée par Charles Du Haÿs dans son ouvrage L'Ancien Merlerault ; il précise aussi qu'Elisa est, à l'origine, une jument de la race du Merlerault. L'étalon Matador, un ancêtre d'Élisa, est à la source de nombreux autres élevages normands fructueux.
Une autre jument nommée Élisa est citée comme la mère de l'Élisa née en 1853. Cette jument est née en Anjou en 1831, et a comme Élise le Pur-sang Marcellus pour père, mais sa mère est la jument de chasse Jenny, par Young Rattler. Elle fut une jument de course réputée en plat et en steeple-chase, et aurait donné naissance à la jeune Élisa à l'âge avancé de 22 ans.

## Descendance
En 1896, Paul Guillerot estime que Conquérant « fut un reproducteur de mérite supérieur, et il a doté la France d'un si grand nombre de trotteurs marquants […] qu'il doit être considéré comme un des plus illustres chefs de famille de la race trotteuse française ». En 1900, Alfred Gallier reprend presque la même phrase que Guillerot, considérant Conquérant « comme le plus illustre chef de famille de la race trotteuse normande ». Louis Cauchois, dans son ouvrage de 1908 Les familles de trotteurs, place Conquérant au premier rang des cinq grands reproducteurs à l'origine du Trotteur français, de même qu'Albert Viel en 1923, puis le Que sais-je ? consacré aux courses de chevaux, paru en 1967 aux PUF et écrit par Jacques Gendry. Reynaldo le cite aussi comme l'un des plus importants reproducteurs du XIXe siècle.
Visualiser la lignée de Conquérant sous forme de graphe
Le Bulletin de la Société d'encouragement pour l'industrie nationale de 1900 cite Conquérant parmi les six étalons qui ont « le plus contribué à l'amélioration de la race normande depuis 1840 ». Conquérant est l'étalon qui influence le plus l'élevage du trotteur Anglo-normand durant les années 1860, avec Normand.
D'après Reynaldo, de 1863 à 1880, Conquérant est le père de 66 trotteurs. Cependant, seule une partie d'entre eux passe à la postérité.
Conquérant donne deux pouliches et un poulain avec la grande championne Bayadère, mais aucun de ces trois poulains n'atteint le niveau de leur mère.

### Filles
C'est surtout la jument Capucine, née en 1880 par Fortuna, qui est considérée comme la plus célèbre fille de Conquérant selon Alfred Gallier (1900), avec une réduction kilométrique de 1'35'' et des gains de 127 127 francs durant sa carrière en courses.
| Nom              | Année de Naissance | Mère                       | Réduction kilométrique |
| ---------------- | ------------------ | -------------------------- | ---------------------- |
| Conquête         | 1864               | Fille d'Inkerman           | 1'45''                 |
| Courtisane (d)   | 1865               | Sans façon                 |                        |
| Tentative        | 1866               | Fille de Succès ou Sultane |                        |
| Anita (d)        | 1867               | Petite de mer              |                        |
| Bécassine (d)    | 1868               | Blonde                     |                        |
| Rebecca          | 1870               | Jument américaine          |                        |
| Pâquerette       | 1870               | Modestie                   | 1'45''                 |
| Galathée (d)     | 1870               | Bayadère                   | 1'49''                 |
| Orpheline (d)    | 1871               | Bayadère                   | 1'53''                 |
| Dalilah (d)      | 1871               | Virgule                    |                        |
| Perlette         | 1871               |                            |                        |
| Sylvia (d)       | 1871               | Fridoline (d)              |                        |
| Zaïne (d)        | 1871               | Atalante                   |                        |
| Patte de Velours | 1873               |                            | 1'47''                 |
| Virginie         | 1873               |                            | 1'51''                 |
| Rosière (d)      | 1873               |                            |                        |
| Yvonne           | 1875               |                            | 1'44''                 |
| Capucine         | 1880               | Fortuna                    | 1'35''                 |
| Pervenche        |                    | Modestie                   | 1'44''                 |
| Sultane          |                    |                            |                        |
| Cendrillon       |                    |                            |                        |
| Grenade          |                    | Vallée-d'Auge              |                        |
| Balsamine (d)    | ?                  |                            |                        |
| Cocotte          |                    |                            |                        |

### Fils
L'alezan Beaugé, l'un des fils de Conquérant par Miss-Ambition, né en 1879, meurt prématurément après trois saisons de reproduction aux Haras nationaux. Le bai-brun nommé Dictateur, né chez le duc de Narbonne en 1878, réalise une belle carrière de courses avec 13 255 francs de gains à l'âge de trois ans, pour un total de 44 485 f durant ses deux années de compétition. Dictateur atteint une réduction kilométrique de 1'38''. Cet étalon ne laisse cependant aucun fils digne de lui.
C'est essentiellement le médiocre trotteur Reynolds qui assure la survie de la lignée mâle de Conquérant,,,.
| Nom                   | Année de Naissance | Mère                     | Faits notables                      |
| --------------------- | ------------------ | ------------------------ | ----------------------------------- |
| Kilomètre (d)         | 1866               | Yelva (d)                |                                     |
| Lilas (d)             | 1867               | Fille de Printemps       |                                     |
| Roquelaure (d)        | 1869               | Bayadère                 | 1'50''                              |
| Plaisir des dames (d) | 1871               | Othon                    | 1'52''                              |
| Quinola (d)           | 1872               | Fridoline (d) ,          | Vainqueur du Derby de Rouen en 1875 |
| Rivoli (d)            | 1873               | jument normande inconnue |                                     |
| Reynolds (d)          | 1873               | Miss Pierce (d)          | 1'56''                              |
| Rustique (d)          | 1873               | Fille d'Y.               |                                     |
| Serpolet-rouan (d)    | 1874               | La Mère                  |                                     |
| Tentateur             | 1875               |                          | 1'40''                              |
| Uriel (d)             | 1876               | Miss Pierce (d)          | 1'38''                              |
| Dictateur (d)         | 1878               |                          | 1'38''                              |
| Beaugé (d)            | 1879               | Miss-Ambition            |                                     |
| Négociant             |                    |                          |                                     |
| Gringalet             |                    |                          |                                     |

### Lignée de Conquérant

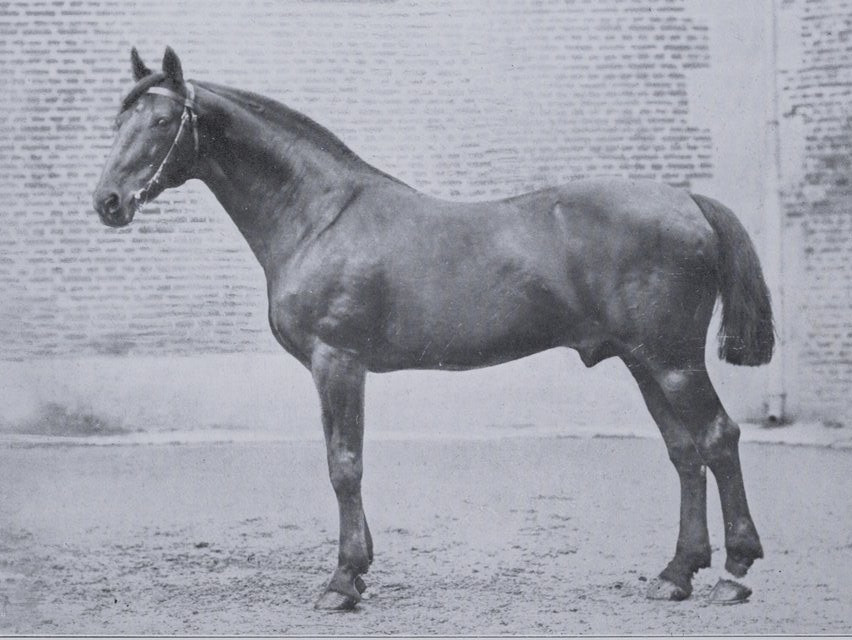
Fuschia, petit-fils de Conquérant à l'origine de la perpétuation de sa lignée.

Lorsqu'il établit les lignées de la race trotteuse en France en 1896, Paul Guillerot attribue à deux étalons descendants de Young Rattler la fondation d'une lignée trotteuse : Conquérant et Normand. Il le justifie du fait que chacun de ces deux étalons a « procréé des trotteurs d'un si grand ordre que l'un et l'autre ont des droits à donner leur nom à leur descendance respective ».
Son petit-fils Fuschia, fils de l'étalon médiocre Reynolds, est un reproducteur si fructueux que d'après Cauchois et Reynaldo, dès 1905, il fait passer la lignée de Conquérant à hauteur de 40 % des lignées représentées chez le Trotteur français,. Conquérant et Fuschia n'étant pas issus du Pur-sang The Heir of Linne, leur lignée a pu être croisée avec les descendants de ce Pur-sang. Notamment, le croisement entre la lignée de Conquérant - Fuschia et celle de Phaéton a rencontré un grand succès,.
D'après Reynaldo, la lignée de Conquérant reste très active au début du XXIe siècle. Il la divise en six branches : celle de Kerjacques, celle de Quinio, celle d'Hernani III, celle d'Intermède et Gaël, celle de Fandango, et celle de Loudéac.
- Conquérant (1858)
  - Reynolds (1873)
    - Fuschia (1889)
      - Narquois (1891)
        - Beaumanoir (1901)
          - Kœnigsberg (1910)
            - Boléro (1923)
              - Loudéac (1933)
                - Fandango (1944)[97]

      - Bémécourt (1901)
        - Intermède (1908)
          - Gaël (1928)
            - Quiproco II (1938)[98]

        - Ontario (1914)
          - Hernani III (1929)
            - Quinio (1938)
              - Dubonnet (1947)
              - Kerjacques (1954)[99]
                - Chambon P (1968)[100]

            - Atus II (1944)[101]

Par les lignées maternelles, Conquérant est un ancêtre du célèbre étalon Cherbourg.

## Hommage
En 1879, son nom est donné au Prix Conquérant, la plus ancienne course de trot réservée aux chevaux de 4 ans, est l'une des mieux dotées en France, servant de prélude au Prix du Président de la République.